# Othmar Schoeck
Othmar Schoeck (Brunnen, prop de Lucerna, 1 de setembre de 1886 — Zúric, 8 de març de 1957) fou un compositor i director d'orquestra suís.
Va ser conegut principalment per la seva considerable producció de cançons d'art i cicles de cançons, tot i que també va escriure una sèrie d'òperes, en particular la seva Penthesilea en un acte, que es va estrenar a la Semperoper de Dresden el 1927 i va reviure al Festival de Lucerna el 1999. Va escriure un bon grapat de composicions instrumentals, incloent dos quartets de corda i concerts per a violí (per a Stefi Geyer, també dedicat del primer concert de Béla Bartók), violoncel i trompa.

## Trajectòria
Primers anys de vida i carrera
Schoeck va néixer a Brunnen, va estudiar breument al Conservatori de Leipzig amb Max Reger el 1907/08, però d'altra manera va passar tota la seva carrera a Zúric. El seu pare, Alfred Schoeck, era pintor de paisatges i, de jove, Othmar es va plantejar seriosament seguir els passos del seu pare i assistir a classes a una escola d'art a Zúric abans d'abandonar els estudis per anar al Conservatori de Zúric.
Influència de Busoni
Durant la Primera Guerra Mundial, Schoeck es va guanyar la vida a Zúric inicialment com a director de cor i com a acompanyant i director autònom. Una anualitat que li va donar l'industrial de Winterthur Werner Reinhart a partir de 1916, juntament amb els ingressos del seu nomenament com a director de l'orquestra simfònica de St Gall el 1917 (amb permís especial per romandre resident a Zúric), van permetre a Schoeck abandonar la direcció coral i dedicar més temps a la composició.
El 1916, Schoeck va conèixer Ferruccio Busoni, que s'havia traslladat a Zúric des de Berlín per fugir dels efectes adversos de la guerra. Busoni no va ser l'únic a venir a Zúric. La guerra havia convertit Zuric "provincial", a la neutral Suïssa, en una metròpoli internacional. Schoeck era un gran admirador de les cançons d'Hugo Wolf; A Busoni no els agradaven, i així ho va dir. Malgrat les seves diferències, la seva relació es va convertir ràpidament en una de respecte mutu, i fins i tot amb una mica d'afecte. De fet, va ser el suggeriment de Busoni que Schoeck utilitzés Don Ranudo de Colibrados de Ludvig Holberg com a tema d'una òpera.
El 19 de juny de 1917 Philipp Jarnach, un compositor francès que també era refugiat a Zúric i assistent de Busoni, li va regalar a Busoni una còpia del llibre Chinesische Geister- und Liebesgeschichten (Històries d'amor i fantasmes xinesos) de Martin Buber (Frankfurt, 1911). Jarnach va suggerir que un d'aquests contes podria ser adequat per a una òpera. Busoni va escriure immediatament un llibret, Das Wandbild [El quadre de la paret], una escena breu i una pantomima, que va acabar vuit dies després. Jarnach va compondre un preludi i la primera escena, però va perdre l'interès i va abandonar el projecte. Imperfectable, el juny de 1918 Busoni la va oferir a Schoeck. Schoeck, sembla que va acceptar l'oferta com una mena de repte, immediatament va deixar de banda l'orquestració de Don Ranudo i en tres dies va produir la nova òpera.
Canvi estilístic

Al voltant de 1918 la música de Schoeck va començar un canvi estilístic. En aquesta època es va relacionar amb la pianista Mary de Senger, que sembla haver tingut una profunda influència en el seu estil compositiu. El segon acte de la seva següent òpera, Venus (1919–1921), utilitza interessants efectes polirítmics i bitonals. Quan va conèixer l'obra d'Alban Berg i Grup dels Sis a París, va començar a sentir-se aïllat pel seu conservadorisme estilístic. El 1922 el seu antic mentor, Busoni, que ara era de tornada a Berlín, va escriure una carta a Volkmar Andreae, dient: 
| « | "Schoeck m'ha abandonat completament. No l'he abandonat del tot. Li falten (o li falten) certs ingredients, que són no disponible a les farmàcies, però s'hauria de fabricar al seu propi laboratori." | » |

L'estiu de 1923 Schoeck va visitar Arthur Honegger a París, i més tard va participar al festival ISCM de Salzburg. Poc després, la seva aventura amb de Senger va acabar. La seva angoixa per la ruptura, combinada amb el xoc de la nova música que havia escoltat a París i Salzburg, sembla haver portat a una nova maduresa en el seu estil compositiu. Dues setmanes després d'acabar la seva aventura, va compondre la cançó Die Entschwundene (1923), que era "tant un adéu al món tonal de la seva música anterior com al seu amant difunt".
A Schoeck no se li va donar mostres de gratitud, però li va dedicar el cicle de cançons Gaselen (1923), la Sonata per a clarinet baix i piano (1927–28) i la Suite en la bemoll per a cordes (1945).) a Werner Reinhart.
El seu treball amb el poeta alemany Hermann Burte a l'òpera Das Schloss Dürande, per a la producció a l'Òpera Estatal de Berlín, va causar una gran polèmica a Schoeck amb els suïssos, per la seva associació amb artistes de l'Alemanya nazi. L'òpera es va estrenar a Berlín l'1 d'abril de 1943 en presència de Schoeck. El mateix Schoeck no tenia simpaties nazis, però la reacció suïssa enfadada a les seves accions va danyar la seva reputació i va posar una gran pressió a Schoeck. Va patir un atac de cor el març de 1944, però va continuar component.
Va escriure nombroses obres vocals i instrumentals, vuit òperes (la més important, Penthesilea, 1927, es va estrenar a diverses ciutats d'Alemanya i Suïssa) i cicles de lieder (per exemple Lebendig begraben per a baríton i orquestra, 1927, o Notturno per a baríton i quartet de corda, 1933).
Va ser el primer a qui es va concedir, el 1945, el Premi dels compositors de la «Association des Musiciens suisses».
Va ser un dels mestres del lied en llengua alemanya, i com a tal va ser el representant d'un gènere que expressa musicalment els sentiments i les atmosferes més subtils i íntimes d'un poema. Va compondre més de 400 cançons.

## Obres

### Obres per a l'escena
- Erwin und Elmire op. 25, cants per a l'opereta de Goethe (1916).
- Don Ranudo de Colibrados (primera representació: 16 d'abril de 1919, Zuric).
- Venus op. 32, òpera en tres actes Armin Rüeger, inspirada per la novel·la de Mérimée (primera representació: 10 de maig de 1922, Stadttheater Zurich).
- Penthesilea op. 39, òpera en un acte segons la tragèdia d'Heinrich von Kleist (primera representació: 8 de gener de 1927, Staatsoper Dresden).
- Vom Fischer und syner Fru (primera representació: 3 d'octubre de 1930, Staatsoper Dresden).
- Massimilla Doni op. 50 opéra en 4 actes (6 scènes), text d'Armin Rüeger basat en la novel·la homònima d'Honoré de Balzac (primera representació: 2 de març de 1937, Staatsoper Dresden).
- Das Schloß Dürande op. 53, òpera en 4 actes; poema d'Hermann Burte segons la novel·la de Joseph von Eichendorff (primera representació: 1 d'abril de 1943, Staatsoper Berlin).

Recentment han estat descoberts fragments d'una obra de joventut (Der Schatz im Silbersee, una òpera segons Karl May). Les parts conservades d'aquesta obra han estat gravades i el CD ha estat afegit a la «Jahrbuch der Karl-May-Gesellschaft 2005».

### Obres per a piano
- Zwei Klavierstücke, Op. 29
- Ritornelle und Fughetten, Op. 68

### Música de cambra
- Violin Sonata in D Major, Op. 16
- Violin Sonata in E Major, Op. 46
- Violin Sonata in D Major, WoO 22
- Cello Sonata, WoO 47
- String Quartet #1 in D Major, Op. 23
- String Quartet #2 in C Major, Op. 37
- String Quartet Movement in D Major, WoO 75
- Sonata for Bass Clarinet and Piano, Op. 41
- Errant for Clarinet and Piano

### Música simfònica
- Violin Concerto in B Flat Major, Op. 21
- Serenade for small Orchestra, Op. 1
- Serenade for Oboè, English Horn and Strings, Op. 27
- Prelude for Orchestra, Op. 48
- Summernight for String Orchestra, Op. 58
- Suite in A flat Major for String Orchestra, Op. 59
- Concerto for Cello and String Orchestra, Op. 61
- Festlicher Hymnus for Orchestra, Op. 64
- Concerto for Horn and String Orchestra, Op. 65

### Música coral
- Vom Fischer un syner fru (Cantana), Op. 43
- Eichendorf Cantana, Op. 49
- Maschinenschlacht, Op. 67a
- Gestutzte Eiche, Op. 67b
- Seeli for Men's Choir
- Postillon for Men's Choir and Orchestra
- Zimmerspruch for Men's Choir